# Noms et prénoms égyptiens dans l'Antiquité
 (mars 2025).
Les Égyptiens de l'Antiquité ne portaient généralement qu'un prénom. Ils ne connaissaient pas le nom de famille à strictement parler, mais recouraient parfois à la filiation pour se nommer (comme Ahmès fils d'Abana). Lors de leur couronnement, les pharaons choisissaient une titulature de cinq noms annonçant leur programme politique, militaire et religieux. Parmi, ces cinq noms, l'un est appelé le nom de Sa-Rê « nomen, nom » et correspond au nom de naissance du pharaon et un autre, le nom de Nesout-bity « prænomen, prénom » et correspond à ce que les égyptologues nomment le « nom de couronnement ».
Les noms égyptiens, surtout ceux des nobles, sont souvent liés à une divinité. Les Égyptiens considérant le nom (ren) comme étant ce qui donne vie à l'abstrait, donnaient à leurs enfants des noms évoquant les vœux qu'ils voulaient voir exaucer pour eux. Qu'il s'agisse de sa forme complète, le « grand nom », ou de sa forme usuelle et amicale souvent plus courte, le « beau nom », celui-ci est toujours choisi par les parents avec une extrême attention et revêt un sens très précis. Les appellations comme « C'est heureux pour moi », « Un enfant pour moi » ou « Celui qui vient chargé de bonheur », expriment la joie des parents. Certains noms tels « Son père vit » ou encore « Remplace-la » témoignent du souvenir d'un père ou d'une mère décédés avant ou au moment de la naissance. D'autres rendent compte d'une qualité, il y a ainsi « le fort », « l'éveillée » ou « l'habile ». La protection des dieux est également sollicitée dans des noms tels que « Ptah dit qu'il vivra ». Le porteur du nom Hori est protégé par Horus, Setoui par Seth. 
De nombreux noms font également référence à des animaux, associés ou non à une divinité.
En Égypte, il n'y a pas d'enfant sans un petit surnom, un diminutif qui ne se quitte plus ; ainsi un enfant prénommé « Amen-em-heb », c'est-à-dire « Amon est en fête », sera communément appelé « Mehé » par les siens.

## Listes
Dans les listes référencées ci-dessous, il est possible de retrouver plusieurs fois le même prénom orthographié différemment ; le même prénom pouvait être représenté par des hiéroglyphes différents (non représentés dans ce cas).
Ces listes, selon l'ordre alphabétique latin, ne respectent pas l'ordre de l'alphabet hiéroglyphique (Ȝ, ȝ - Ỉ, ỉ - J, j - ʕ, ˁ - B, b - P, p - F, f - M, m - N, n	 - R, r - H, h - Ḥ, ḥ - Ḫ, ḫ - H̱, ẖ - S, s - Ś, ś - Š, š - Q, q - Ḳ, ḳ -K, k - G, g - T, t -Ṯ, ṯ -D, d - Ḏ, ḏ). 
Certains noms et prénoms furent portés par des rois ou reines () ; ceux des dieux sont signalés par .
- Noms et prénoms égyptiens dans l'Antiquité (A à G)
- Noms et prénoms égyptiens dans l'Antiquité (H à K)
- Noms et prénoms égyptiens dans l'Antiquité (M et N)
- Noms et prénoms égyptiens dans l'Antiquité (O à Z)